# ديفون ساوا
ديفون ساوا هو ممثل كندي، ولد في 7 سبتمبر 1978 بفانكوفر في كندا.

## أعمال

### أفلام
- (1995) كاسبر[4][5]
- (2000) الوجهة النهائية 1[6]
- (2011) الوجهة النهائية 5

### مسلسلات
- نيكيتا

## وصلات خارجية
- ديفون ساوا على موقع IMDb (الإنجليزية)
- ديفون ساوا على موقع ألو سيني (الفرنسية)
- ديفون ساوا على موقع ميوزك برينز (الإنجليزية)
- ديفون ساوا على موقع أول موفي (الإنجليزية)
- ديفون ساوا على موقع قاعدة بيانات الأفلام السويدية (السويدية)
- ديفون ساوا على موقع إن إن دي بي (الإنجليزية)
- ديفون ساوا على موقع قاعدة بيانات الفيلم (الإنجليزية)
- ديفون ساوا على موقع كينوبويسك (الروسية)